# 유경 (중산애왕)
중산애왕 유경(中山哀王 劉竟, ? ~ 기원전 35년)은 중국 전한의 황족·제후왕으로 중산왕이다. 선제와 융첩여의 아들이다.

## 생애
초원 2년(기원전 47년) 청하왕에 봉해졌고, 3년 후 중산왕으로 옮겨 봉해졌으나 어려서 봉국에 부임하지는 않았다.
건소 4년(기원전 35년) 6월 갑신일, 재위 15년 만에 관저에서 죽었고, 아들이 없어 봉국이 폐지됐다.